# گابریلا پاز
 گابریلا پاز (انگلیسی: Gabriela Paz؛ زاده ۳۰ سپتامبر ۱۹۹۱) یک تنیس‌باز اهل ونزوئلا است.